# Kaplička svatého Huberta (Jezernice)
Kaplička svatého Huberta (nazývaná také Památník svatého Huberta) je drobná zděná výklenková sakrální stavba, která byla postavena v roce 2015. Nachází se u silnice za obcí Jezernice (okres Přerov, Olomoucký kraj) u odbočky k osadě Dolní Mlýny (části sousední obce Podhoří), poblíž sadu (Biocentrum Zlomy) na levém břehu potoka Jezernice. Blízké okolí kapličky je pokryto dlažbou z kamene. Uvnitř se nachází malba na zdi s motivem jelena s křížem, klečícího svatého Huberta a jeho věrného psa. Z pohledu krajiny, jsou kaple, blízký potok Jezernice a sad významným krajinným prvkem. Místo je volně přístupné ze silnice z Jezernice do Milenova resp. cyklostezky.